# SABU (映画監督)
SABU（さぶ、1964年11月18日 - ）は、日本の俳優、映画監督。本名は田中博行、旧芸名は田中博樹、サブ（片仮名表記）。クリームインターナショナルを経て、LDH JAPAN所属。

## 来歴
和歌山県和歌山市出身。和歌山県立和歌山東高等学校卒業。1986年に森田芳光監督『そろばんずく』で俳優デビュー。1996年に映画監督デビューし、多数の映画を監督。海外映画祭への出品も多い。俳優としての出演作品も多いが、現在は映画監督業が主な活動となっている。

## 出演作品
- そろばんずく（1986年） - コワオモテスター 役
- シャコタン☆ブギ （1987年） - マコト 役
- 永遠の1/2（1987年） - 野口修治 役
- ワールド・アパートメント・ホラー（1991年） - 主演・一太 役
- くまちゃん（1993年） - 守屋紀一郎 役
- ゼイラム2（1994年） - フジクロ 役
- 800 TWO LAP RUNNERS（1994年） - 中沢恭一 役
- 女優霊（1996年） - 関川 役
- 殺し屋1（2001年） - 金子 役
- ジョゼと虎と魚たち（2003年） - 中年男 役
- 沈黙 -サイレンス-（2016年） - 侍 役[4]

## 監督作品

### 映画
- 弾丸ランナー（1996年）※第18回ヨコハマ映画祭新人監督賞受賞作品
- ポストマン・ブルース（1997年）※コニャック映画祭 最優秀新人監督賞、バンコク国際映画祭 観客賞受賞作品
- アンラッキー・モンキー（1998年）
- MONDAY（2000年）※第50回ベルリン国際映画祭国際批評家連盟賞・IFFS審査員特別賞・ドンキホーテ賞、シカゴ国際映画祭 Gold Plaqueエマージングアーティスト賞受賞作品
- A1012K（ショートムービー[5]）（2002年）- 原案・脚本・監督
- DRIVE（2002年）※ファンタジア映画祭 審査員部門最優秀アジア映画作品賞受賞作品
- 幸福の鐘（2003年）※第53回ベルリン国際映画祭NETPAC賞受賞、シネマリラ国際映画祭 審査員特別賞受賞作品
- ハードラックヒーロー（2003年）
- ホールドアップダウン（2005年）
- 疾走（2005年）※シラキュース国際映画祭 Best Feature Fiction賞（最優秀長編映画賞）受賞
- 蟹工船（2009年）
- うさぎドロップ（2011年）※オランダ・カメラジャパンフィルムフェスティバル 観客賞受賞
- Miss ZOMBIE（2013年）※第21回ジェラルメ国際ファンタスティカ映画祭 グランプリ受賞、第34回ポルト国際映画祭 最優秀作品賞＆特別賞受賞、ダッカ国際映画祭コンペ部門 脚本賞受賞
- 天の茶助（2015年）
- ハピネス（2017年）
- Mr.Long ミスター・ロン（2017年） ※第67回ベルリン国際映画祭コンペティション部門出品作品[6]
- jam（2018年）※第41回モスクワ国際映画祭 ロシア批評家協会賞受賞
- 砕け散るところを見せてあげる（2021年）[7]
- DANCING MARY ダンシング・マリー（2021年）※ポルト国際映画祭 審査員特別賞（2020年）、アジアン映画祭 最優秀オリジナル映画賞（2021年）

### テレビドラマ
- トラブルマン（2010年、テレビ東京）
- PANIC IN（2015年、BSスカパー!）

### 配信
- 幻三十郎 [ネスレシアター on YouTube]（2014年）